# Monte di Zocca
Monte di Zocca lub Cima di Zocca to szczyt w paśmie Bergell, w Alpach Retyckich. Leży na granicy między Szwajcarią (Gryzonia), a Włochami (Lombardia).
Pierwszego wejścia, 2 sierpnia 1890 r., dokonali G.Melzi i A.Noseda.